# Ngộ độc nấm
Ngộ độc nấm đề cập đến tác hại của việc ăn phải các chất độc hại có trong nấm lớn. Những triệu chứng này có thể thay đổi từ cảm giác khó chịu nhẹ trong đường tiêu hóa đến tử vong. Các độc tố có mặt là các chất chuyển hóa thứ cấp được nấm tạo ra. Ngộ độc nấm thường là kết quả của việc ăn nấm hoang dã sau khi xác định nhầm một loại nấm độc là một loài nấm ăn được. Lý do phổ biến nhất cho sự xác định sai này là việc gần giống nhau về màu sắc và hình thái chung của các loài nấm độc với các loài ăn được.
Để ngăn ngừa ngộ độc nấm, những người hái nấm cần làm quen với nấm mà họ dự định thu thập cũng như với bất kỳ loài độc hại nào trông giống với loại cần thu thập. Ngoài ra, tính ăn được của nấm có thể phụ thuộc vào phương pháp chuẩn bị nấu ăn. Khả năng ăn được hoặc độc tính của một số loài thay đổi theo vị trí địa lý.

## Nguyên nhân
Các loài nấm mới đang tiếp tục được phát hiện, với số lượng ước tính khoảng 800 loài mới được đăng ký hàng năm. Điều này, thêm vào thực tế là nhiều cuộc điều tra gần đây đã phân loại lại một số loài nấm từ ăn được sang độc đã khiến các phân loại cũ không đủ để mô tả về các loài nấm khác nhau có hại cho con người. Do đó, trái với những gì các nhà đăng ký sinh học cũ đã tuyên bố, hiện nay người ta cho rằng trong số khoảng 100.000 loài nấm được biết đến trên toàn thế giới, khoảng 100 trong số chúng là độc đối với con người. Tuy nhiên, cho đến nay phần lớn việc ngộ độc nấm không gây tử vong, và phần lớn ngộ độc nấm gây tử vong là do nấm Amanita phalloides.